# Josef Rieck
Josef Rieck (* 1911 in Stuttgart; † 1970 in Aulendorf) war ein deutscher Buchhändler und Aktiver im Widerstand gegen den Nationalsozialismus. Er gründete die Buchhandlung Rieck in Aulendorf und war Gründungsmitglied der Gesellschaft Oberschwaben.

## Leben
Rieck wuchs in Stuttgart auf und verbrachte einige Zeit als Novize im Kloster Beuron, bevor er sich zum Buchhändler ausbilden ließ. 1938 kam er als bekennender Katholik mit seiner Frau Erika, einer Berliner Kommunistin, ins oberschwäbische Aulendorf, wo er eine eigene Buchhandlung eröffnete. Über diese Buchhandlung hatte Rieck Kontakt zu prominenten Widerstandskämpfern zur Zeit des Nationalsozialismus, weswegen er auch im Zuge der Verhaftung von Mitgliedern der Widerstandsgruppe Weiße Rose kurzzeitig festgenommen wurde. Nach 1945 bediente Rieck mit seiner Buchhandlung vor allem Kunden aus dem Bereich der Theologie und gründete die Gesellschaft Oberschwaben. Rieck wollte mit seinem Wirken stets Geist und Kultur voranbringen, wie ein Auszug aus einem Informationsblatt für seine Kunden aus dem Jahre 1941 verdeutlicht:

„Die Buchhandlung wurde gegründet mit dem Ziel, für das Land zwischen Donau und Bodensee, eine vorwiegend ländliche und in einzigartiger Weise in ihrer Geschlossenheit erhaltene Kulturlandschaft, der geistig anregende Mittelpunkt zu werden. Dem Unternehmen galt als höchstes Prinzip das der Sortierung, angewandt auf alle Gebiete, vom Kinderbuch bis zur Klassiker-Ausgabe, was jede Mittelmäßigkeit ausschließt.“

## Buchhandlung Rieck
Die von Josef Rieck 1938 in Aulendorf eröffnete Buchhandlung Rieck (auch: Rieck'sche Buchhandlung) ist in erster Linie eine Versandbuchhandlung für Theologie und Geisteswissenschaften. Der erste Kunde der neuen Buchhandlung war ihr späterer erster Mitarbeiter: Erwin Glonnegger, der einige Jahre danach als Leiter des Bereichs „Ravensburger Spiele“ beim Otto Maier Verlag in Ravensburg und Spieleerfinder berühmt werden sollte. Rieck hatte an sich selbst den Anspruch, in seiner Buchhandlung stets die besten Bücher für seine Kunden vorsortiert zu haben und so die „Käufer durch Angebot und Beratung zu geistigem Qualitätsgefühl zu erziehen“.
Mit diesem Anspruch verbunden war eine grundlegende Abneigung gegen Ziele und Methoden des NS-Regimes. Diese kam deutlich zum Ausdruck, als Rieck 500 Exemplare von Alfred von Martins Nietzsche und Burckhardt bestellte, in dem der Autor alles gegen Nietzsche richtete, was man zur damaligen Zeit gegen das Regime eben nicht zu sagen wagen durfte und diese über eine Anzeige in der Frankfurter Zeitung bewarb. Alle 500 Exemplare wurden verkauft, die Besteller waren unter anderem Claus Schenk Graf von Stauffenberg, Werner Bergengruen und die Geschwister Scholl, aber auch Hitlers Chefideologe Alfred Rosenberg. Über den gemeinsamen Bekannten Wilhelm Geyer entstand ein direkter Kontakt zwischen dem Ehepaar Rieck und den Geschwistern Scholl. Regelmäßig wurden Flugblätter der Weißen Rose an die Buchhandlung Rieck geschickt und von dort aus an vertrauenswürdige Personen weiterverbreitet.
Zur Bedeutung der Buchhandlung Rieck während des Nationalsozialismus schrieb Otl Aicher, einer von Riecks Kunden:

„In Aulendorf, dem Verkehrsknotenpunkt in Oberschwaben, steigt man aus dem Zug, unterbricht die Reise bis zum naechsten und geht in die Buchhandlung Rieck. Eine rothaarige Kommunistin aus Berlin, Buchhändlerin, hat sich mit einem Intellektuellen zusammengetan, der in den Benediktinerorden hatte eintreten wollen, es aber aufgegeben hat, krankheitshalber, sagt man. Das entscheidende Mittel, im Dritten Reich zu überleben, war das Buch. Und die Buchhandlung Rieck hatte Bücher zum Überleben. Die kommunistisch-katholische Allianz spürte gerade die Bücher auf, die Futter waren.“

Vor allem der Bereich der christlichen und theologischen Literatur war es, der der Buchhandlung Rieck nach dem Zweiten Weltkrieg einen weltumspannenden Kundenstamm sicherte. Der Heilige Stuhl ist der wichtigste Kunde der Aulendorfer, prominenteste Namen in der Kundenkartei sind heute sicherlich Papst Benedikt XVI. und Hans Küng.
Nach Riecks Tod 1970 wurde die Buchhandlung von seiner Frau Erika und später seiner Schwester Eleonore weitergeführt. Seit 1994 ist die langjährige Mitarbeiterin Franziska Rist Geschäftsführerin.

## Gesellschaft Oberschwaben
Kurz nach Ende des Zweiten Weltkriegs gründete Rieck die Gesellschaft Oberschwaben mit dem Ziel, ein geistiger Tauschplatz zu werden. Die Gesellschaft sollte „die Pflege heimatlicher Kultur, den Aufbau wissenschaftlicher Institutionen und das fruchtbare Zusammentreffen von Menschen der Wissenschaft und des täglichen Lebens“ fördern. Auf der Gründungsversammlung sprach Carlo Schmid zum Thema „Lob Oberschwabens“. In wirtschaftlich schwierigen Zeiten standen jedoch nach der langen Not des Krieges materielle Bedürfnisse so sehr im Mittelpunkt, dass Kunst und Kultur zeitweise in den Hintergrund treten mussten, so dass es ab 1949 still um die Gesellschaft Oberschwaben wurde. 1996 entstand eine Nachfolgegesellschaft, die sogenannte Gesellschaft Oberschwaben für Geschichte und Kultur.

## Ehrungen
Die Stadt Aulendorf benannte im Jahre 2007 eine Straße nach Josef Rieck.